# Friedhelm Decker
Friedhelm Decker (* 28. Juni 1946 in Köln) ist ein deutscher Landwirt und Agrar-Funktionär.

## Biografie
Friedhelm Decker absolvierte nach der mittleren Reife zunächst eine Ausbildung zum Schlosser und anschließend zum landwirtschaftlichen Gehilfen. Daran schloss er ein Studium der Landwirtschaft an, das er 1971 als Ing. grad. für Landbau abschloss. Er übernahm danach einen Hof in Köln.
Decker war von 1999 bis 2001 Vizepräsident und von 2001 bis 2014 Präsident des Rheinischen Landwirtschafts-Verbands. Da er aus Altersgründen nicht mehr kandidierte, wurde der bisherige RLV-Vizepräsident Bernhard Conzen im Mai 2014 zu seinem Nachfolger als Präsident gewählt. Daneben ist Decker in zahlreichen landwirtschaftlichen und genossenschaftlichen Gremien tätig. Er ist Vorsitzender des beratenden Ausschusses Landwirtschaft und Umwelt der Europäischen Kommission.

## Politik
Für Nordrhein-Westfalen nominierte die CDU ihn als Mitglied der 13. Bundesversammlung.

## Ehrungen
Friedhelm Decker erhielt
- die Andreas-Hermes-Medaille in Gold des Deutschen Bauernverbandes
- die Raiffeisen-Ehrenmedaille in Gold des Deutschen Raiffeisenverbandes
- die Ehrennadel in Gold des Rheinischen Landwirtschafts-Verbandes.

Er ist außerdem Ehrenpräsident des Rheinischen Landwirtschafts-Verbandes.